# 韩布兴
韩布兴（1957年7月—），中国物理化学家。生于河北遵化。1982年毕业于河北科技大学（原河北化工学院）化学工程系，1985年在中国科学院长春应用化学研究所获硕士学位，1988年在中国科学院化学研究所获博士学位，1989年至1991年加拿大Saskatchewan大学做博士后研究。1991年至1993年任中国科学院化学研究所副研究员，1993年至今任中国科学院化学研究所研究员。2013年当选为中国科学院院士。